# Schismatoglottis glauca
Schismatoglottis glauca är en kallaväxtart som beskrevs av Adolf Engler. Schismatoglottis glauca ingår i släktet Schismatoglottis och familjen kallaväxter. Inga underarter finns listade.